# غريغ بالمر
غريغ بالمر (بالإنجليزية: Gregg Palmer)‏ هو ممثل أمريكي، ولد في 25 يناير 1927 في الولايات المتحدة، وتوفي بنفس المكان في 31 أكتوبر 2015.

## أعمال

### أفلام
- (1971) جيك الكبير

## وصلات خارجية
- غريغ بالمر على موقع IMDb (الإنجليزية)
- غريغ بالمر على موقع ألو سيني (الفرنسية)
- غريغ بالمر على موقع تيرنر كلاسيك موفيز (الإنجليزية)
- غريغ بالمر على موقع أول موفي (الإنجليزية)
- غريغ بالمر على موقع قاعدة بيانات الأفلام السويدية (السويدية)
- غريغ بالمر على موقع إن إن دي بي (الإنجليزية)
- غريغ بالمر على موقع قاعدة بيانات الفيلم (الإنجليزية)
- غريغ بالمر على موقع كينوبويسك (الروسية)